# Georg Gsell

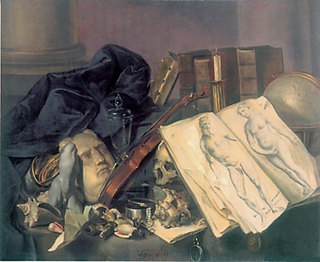
Stilleven

Georg Gsell (Sankt Gallen, 28 januari 1673 – Sint-Petersburg, 22 november 1740) was een Zwitsers barokschilder, kunstadviseur en kunsthandelaar.  

## Leven
Hij kreeg zijn opleiding van 1690 tot 1695 in Wenen bij de schilder Antoon Schoonjans (1655-1726). Na zijn opleiding woonde en werkte hij van 1697 tot 1704 in zijn geboorteplaats Sankt Gallen. In 1697 huwde hij voor de eerste keer met Marie Gertrud von Loen, die in Frankfurt am Main  werd geboren en op 13 mei 1713 in Amsterdam overleed. Het paar kreeg vijf dochters, waaronder Katherina, de latere eerste vrouw van de wiskundige Leonhard Euler, die in 1707, waarschijnlijk in Amsterdam werd geboren. 
In 1704 vestigde Georg Gsell zich in Amsterdam. Na de dood van eerste vrouw was hij rond 1714-1715 kortstondig getrouwd met Anna Horstmans. Dit huwelijk eindigde in een scheiding. In 1717 huwde hij voor de derde maal, dit keer met de weduwe Dorothea Maria (Neurenberg 2-2-1678 – Sint-Petersburg 5-5-1743), geboren Dorothea Maria Graf. Zij was ook een kunstschilderes die samen met haar moeder, Maria Sibylla Merian, als leden van de Labadistische kolonie, die daar in de decennia rondom 1700 was gevestigd, enige tijd in Suriname hadden gewoond. Zowel de moeder en dochter maakten in Suriname tekeningen en schilderijen van de lokale flora en fauna. Vooral bloemen en insecten hadden hun belangstelling. In Amsterdam woonde het paar in het pand In de Roozetak in de Kerkstraat niet ver van de Spiegelstraat. Uit dit huwelijk werden drie zonen en in 1723, een dochter, Salome Abigail, de latere tweede vrouw van Leonhard Euler, geboren,   
Tijdens een bezoek van Tsaar Peter de Grote in 1716-1717 aan Amsterdam trad Georg Gsell op als zijn kunstadviseur. Als kenner van Hollandse kunst adviseerde hij Peter de Grote welke schilderijen en welke andere kunstwerken deze voor welke prijs moest kopen voor zijn paleis de Peterhof in Sint-Petersburg. Toen Peter de Grote terugging naar Rusland vroeg deze het echtpaar Gsell-Merian bij hem in dienst te treden. 
In Sint-Petersburg werkte hij samen met zijn vrouw eerst in de Kunstkamera, voordat hij in 1720 als curator van de keizerlijke kunstgalerieën werd benoemd. Na de dood van Peter de Grote en zijn vrouw gaf Gsell vanaf 1727 schilder- en tekenles aan de Russische Academie van Wetenschappen in Sint-Petersburg. Ook illustreerde hij verschillende publicaties van de academie, hij maakte bijvoorbeeld technische tekeningen van de ingewanden van een dode leeuw en van vissen. 
Hij schilderde samen met Andrei Matvejev in 1730-1732 zeven van de achttien iconen die de bovenkant van de muren van de kathedraal van de heilige Peter en Paul in Sint-Petersburg versierden. Ook schilderde hij portretten, genrestukken, stillevens en religieuze en mythologische onderwerpen, zoals de Venus and Cupido (1722; nu in een kunstmuseum in Solothurn). De meeste van zijn werken bevinden zich in Rusland, vier ervan in de musea van het Peterhof, waar hij zelf curator is geweest. 
Zijn dochter Katherina werd in 1734 de eerste vrouw van de beroemde wiskundige Leonhard Euler. Toen Katherina in 1773 overleed, trad Euler in 1776 in het huwelijk met haar halfzus, Salome Abigail (1723-1794), een dochter uit het derde huwelijk van Georg Gsell.  
Na Gsells dood in 1740 bleef de gehele familie in Rusland wonen.

## Werken
- (de)  Otto Gsell: Georg Gsell (1673-1749), Hofmaler Peters des Grossen